# アレキシジン
アレキシジン(英：Alexidine)はビグアニド系抗菌薬である。より具体的にはビスビグアナイドである。